# Златният
„Златният“ е български телевизионен филм (психологическа драма) от 1976 година на режисьора Магда Каменова. Сценарият е на Генчо Стоев. Оператор е Иван Цонев . Музиката е на Кирил Дончев. Филмът е направен по едноименния разказ на Генчо Стоев.

## Актьорски състав
| Роля                                  | Изпълнител        |
| ------------------------------------- | ----------------- |
| „Златния“, началник на женска бригада | Тодор Тотев       |
| новата работничка                     | Анна Пенчева      |
| инженерът                             | Антон Радичев     |
| годеникът                             | Красимир Ранков   |
| Марта                                 | Радка Маламова    |
|                                       | Бою Боев          |
|                                       | Ангелина Стоянова |
|                                       | Минка Огнева      |
|                                       | Мария Иванова     |
|                                       | Мария Елезова     |
|                                       | Димитър Луканов   |
|                                       | Божидар Янков     |
|                                       | Камен Абрашев     |
|                                       | Борислав Ненков   |
|                                       | Румяна Петрова    |